# Art Baron
Art Baron (* 5. Januar 1950 in Bridgeport, Connecticut) ist ein amerikanischer Jazz-Posaunist. Er spielt auch Didgeridoo, Alt- und Bass-Flöte und Tuba.

## Leben und Wirken
Art Baron studierte am Berklee College of Music. Im August 1973 wurde er im Alter von 23 Jahren Mitglied der Duke Ellington Band, im letzten Jahr, als Ellington noch die Band leitete. Er leitete in den 1980ern ein Septett namens The Duke’s Men, bestehend aus ehemaligen Mitgliedern der Duke Ellington Band.
Im Rahmen des Charles-Mingus-Projektes Weird Nightmare: Meditations on Mingus arbeitete er 1992 mit Bill Frisell, Greg Cohen, Don Alias und Don Byron zusammen. Im Laufe seiner Karriere nahm Baron Platten mit Buddy Rich, Bruce Springsteen, Lou Reed, Stevie Wonder, James Taylor, Illinois Jacquet, Roswell Rudd, Mel Tormé, Charlie Musselwhite, Andy Harlow, Fontella Bass, Sam Rivers, Glen Velez, John Tchicai, Wilber Morris, Alan Silva, George Gruntz, Joey DeFrancesco, Bobby Watson, Elliott Sharp, Annea Lockwood, Matt Glaser und Cyro Baptista auf. Spielte in den 1990ern in der Formation Kamikaze Ground Crew um Gina Leishman. Zu hören ist er auch auf John Luries Soundtrackalbum Painting with John (2024).

Art Baron lebt in New York City. Er ist nicht zu verwechseln mit dem Saxophonisten und Flötisten Arthur Barron.

## Auswahldiskographie
- Bobby Watson: The Year of the Rabbit (New Note, 1987)
- Frank Wess Orchestra: Entre Vous (Concord Jazz, 1990)
- Hal Willner presents: Weird Nightmare: Meditations on Mingus (Columbia Records, 1992)[1]
- Matt Lavelle: The Crop Circles Suite (Mahakala, 2024)